# Großer Nieplitzrundweg

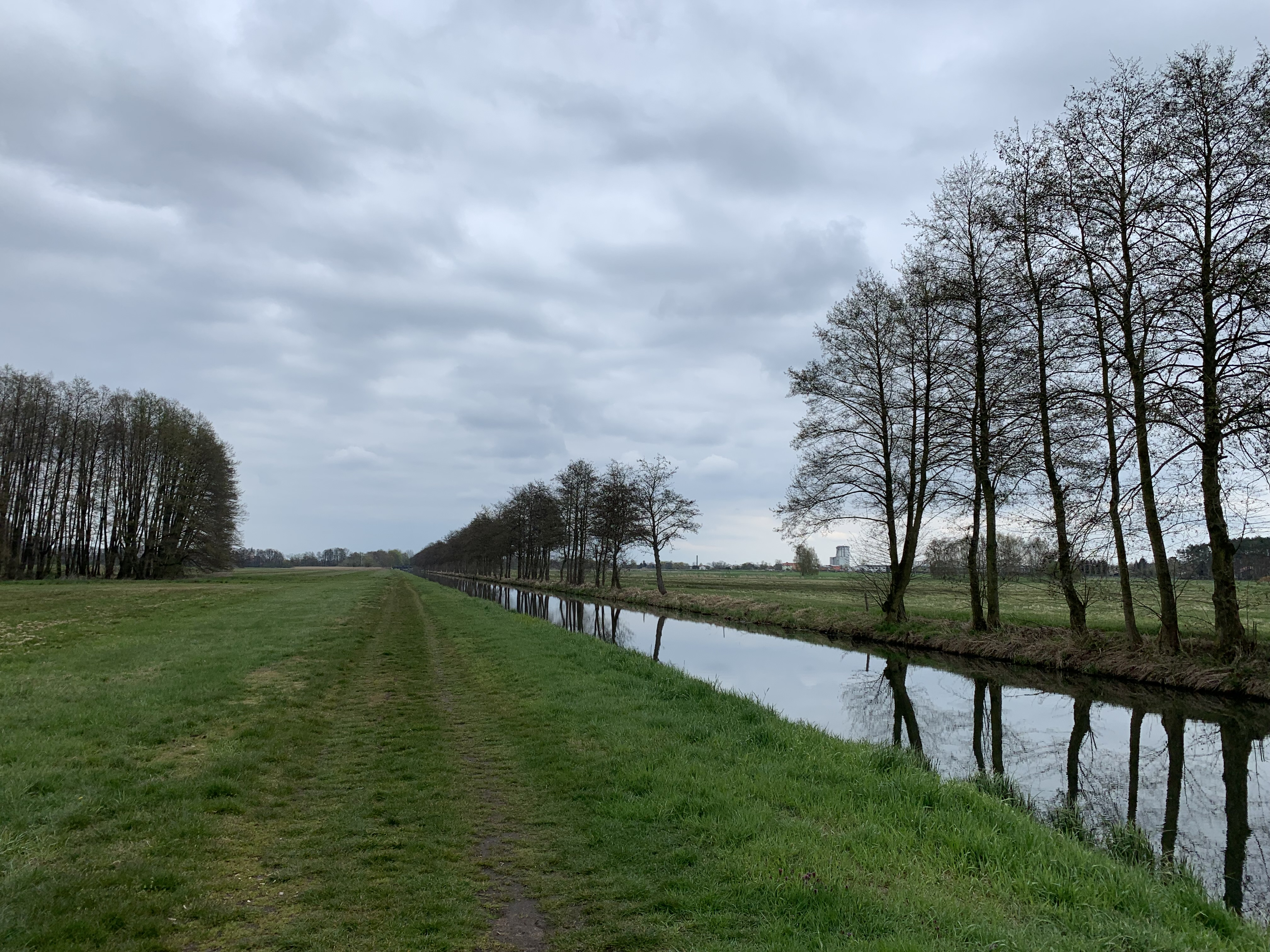
Nieplitz

Der Große Nieplitzrundweg ist mit 34,5 km der längste der 43 Wanderwege des FlämingWalks. Er erschließt im Naturpark Nuthe-Nieplitz die Stadt Beelitz und mehrere ihrer Ortsteile sowie Ortsteile der Gemeinde Michendorf im Landkreis Potsdam-Mittelmark im Land Brandenburg.

## Verlauf
Zwar handelt es sich um einen Rundweg, im Kartenmaterial des FlämingWalks ist dennoch das Freibad in Beelitz als Startpunkt angegeben. Von dort führt der Weg in östlicher Richtung und unterquert zunächst die Bundesstraße 2. Anschließend verläuft er auf rund 5,2 km am nördlichen Ufer der Nieplitz. Dabei werden die nördlich gelegenen Beelitzer Ortsteile Schönefeld und Zauchwitz passiert. Südlich von Zauchwitz quert der Weg die Landstraße 73 und verläuft anschließend auf weiteren zwei Kilometern entlang der Nieplitz, schwenkt dann nach Nordosten und überquert die Bundesstraße 246, um schließlich mit Körzin einen Gemeindeteil von Zauchwitz zu erreichen.
Im weiteren Streckenverlauf durchquert der Weg die Kernzone der Niederung und verläuft dabei westlich des Blankensees identisch mit dem Rundweg Rund um den Blankensee, der ebenfalls zum FlämingWalk gehört. In Stücken, einem Ortsteil der Gemeinde Michendorf, schwenkt er nach Westen und durchquert auf rund 2,6 km das Waldgebiet Der Brand, bevor er eine Offenfläche und schließlich den Beelitzer Wohnplatz Kietz des Ortsteils Schlunkendorf erreicht. Der Weg führt anschließend erneut auf einer Länge von rund 2,6 km durch ein Waldgebiet und quert die Bundesstraße 2. Anschließend führt er zunächst in nördlicher, anschließend in östlicher und schließlich wieder in nördlicher Richtung zum Teufelssee der Gemeinde Seddiner See. Der See wird umrundet und führt in südlicher Richtung am Standortübungsplatz Beelitz vorbei zurück nach Beelitz.
Im westlichen Teil der Stadt wird die Landstraße 78 überquert; danach verläuft der Weg bogenförmig in nördlicher und schließlich in südlicher Richtung. In diesem Bereich verläuft der Weg parallel zum Milanrundweg und zum Bruchwiesenrundweg, die ebenfalls zum FlämingWalk zählen. Anschließend quert er erneut die Bundesstraße 246 und führt an der Nieplitz zurück zum Ausgangspunkt.